# کارن یونگ‌یوهان
کارن یونگ‌یوهان (آلمانی: Caren Jungjohann؛ زادهٔ december ۲۳, ۱۹۶۷ (۵۷ سال)) بازیکن هاکی روی چمن اهل آلمان است.
وی در مسابقات کشوری و بین‌المللی در مجموع برندهٔ ۱ مدال نقره، ۱ مدال برنز شده‌است.